# 国家情報局 (コロンビア)
国家情報局（こっかじょうほうきょく、スペイン語: Dirección Nacional de Inteligencia；DNI ）は、コロンビアの主要な情報機関である。国内外の情報収集、法執行、出入国管理などを任務としていた治安管理局（スペイン語: Departamento Administrativo de Seguridad, DAS）の後継組織。この組織は、コロンビア大統領にのみ報告義務があり、現在は軍を退役したロドルフォ・アマヤ提督が率いている。　
2011年11月、フアン・マヌエル・サントス大統領は、DASが政治家や裁判官をスパイしていたエージェントによる様々なスキャンダルを受けて、DASを解散することを発表した。スキャンダル問題は別として、DNIの創設は、諜報機関を刷新し、コロンビアの治安機関と諜報機関の間で権力を分散化させる必要性によって動機付けられた。DNIは、その前身の組織であるDASとは異なり、法執行活動には関与せず、また、国境や入国管理サービスを管理することもない。その主な任務は、国内外での諜報活動と防諜活動である。その戦略的ビジョンは、2011年に打ち出され、2019年までに国内外における戦略的諜報活動と防諜活動の構築と分析におけるリーダーとなることを目標としている。この目標を達成するための実践的な取り組みの1つとして、軍や警察のバックグラウンドを持たない者にも、より専門的なキャリアパスを提供することで、採用の多様化を図っている。